# František Kopečný
František Kopečný (* 4. Oktober 1909 in Určice; † 27. März 1990 in Vrahovice) war ein tschechischer Slawist und Bohemist. 

## Leben und Wirken
Kopečný wuchs in Seloutky auf. Sein Studium an der Masaryk-Universität in Brünn (Tschechische und Deutsche Sprache) schloss er 1935 ab. Er interessierte sich für Etymologie und Dialektologie.

## Werke
- Úvod do studia jazyka českého, 1947–1948
- Jazyk český a slovenský, 1948
- Základy české skladby, 1952
- Etymologický slovník jazyka českého, 1952, zusammen mit Josef Holub
- Nářečí Určic a okolí – Prostějovský úsek hanáckého nářečí centrálního, 1957
- Slovesný vid v češtině, 1962
- Etymologický slovník slovanských jazyků – Slova gramatická a zájmena. Sv. 1, Předložky. Koncové partikule, 1973
- Průvodce našimi jmény, 1974
- Etymologický slovník slovanských jazyků – Slova gramatická a zájmena. Sv. 2, Spojky, částice, zájmena a zájmenná adverbia, 1980
- Základní všeslovanská slovní zásoba, 1981
- Jména obcí a osad prostějovského okresu, 1985